# Hamburg Messe und Congress

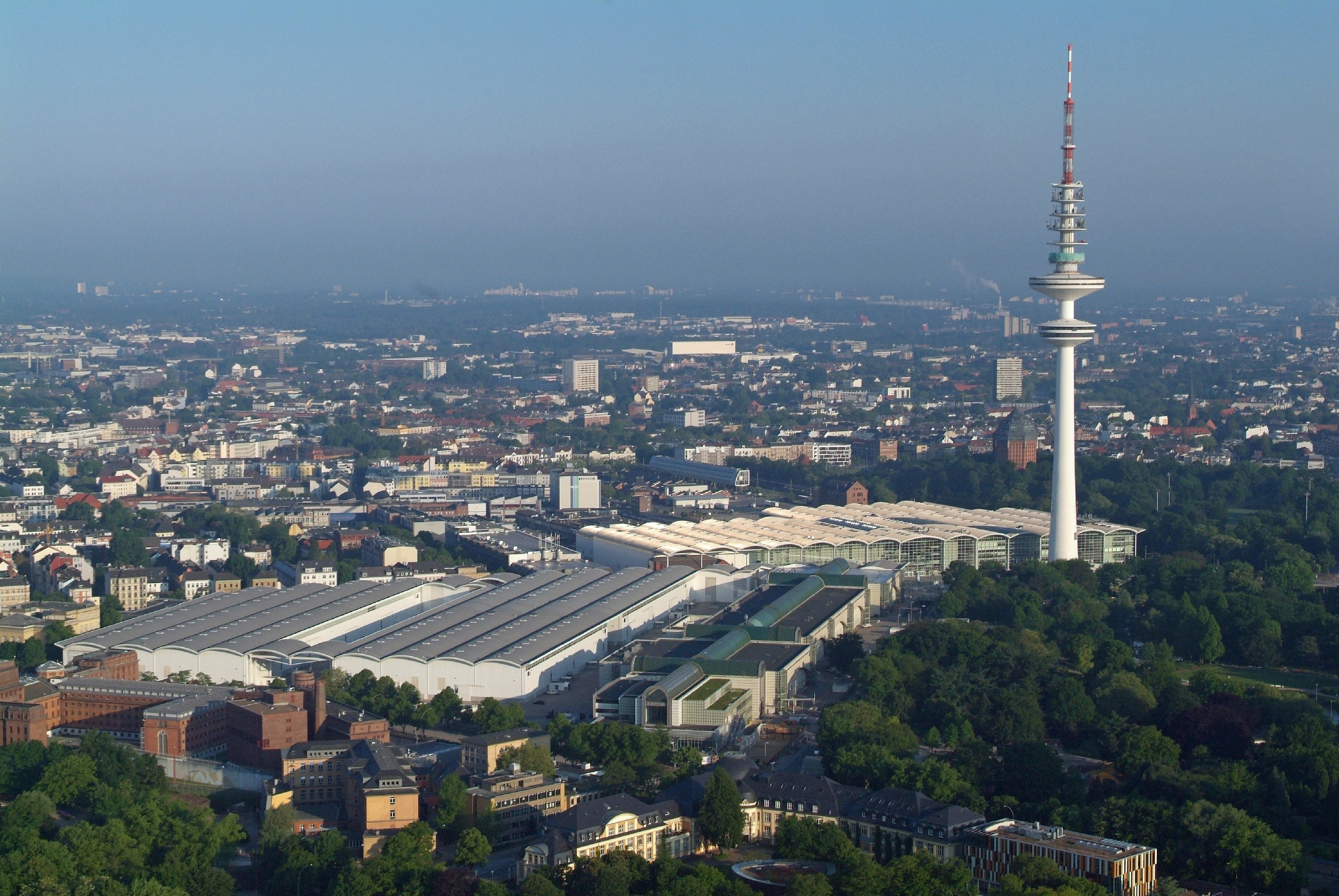
Die Messehallen samt Heinrich-Hertz-Turm

Die Hamburg Messe und Congress GmbH (Kurzform: HMC) ist ein Unternehmen der Freien und Hansestadt Hamburg. Es befasst sich mit der Durchführung und Organisation von Messen und Kongressen sowohl im Inland, insbesondere in Hamburg, als auch im Ausland.

## Hamburg Messe

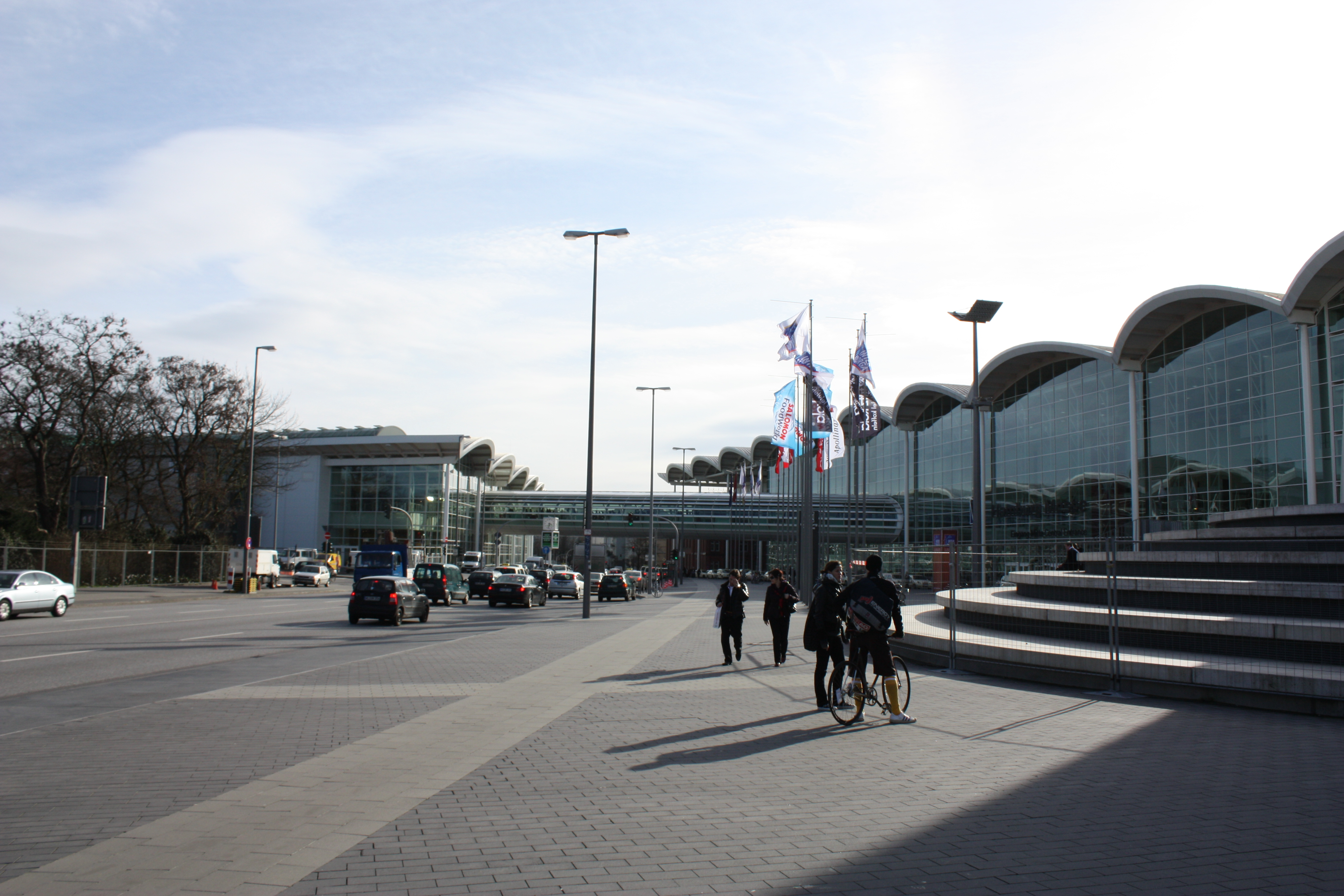
Karolinenstraße, rechts der Fuß des Fernsehturms

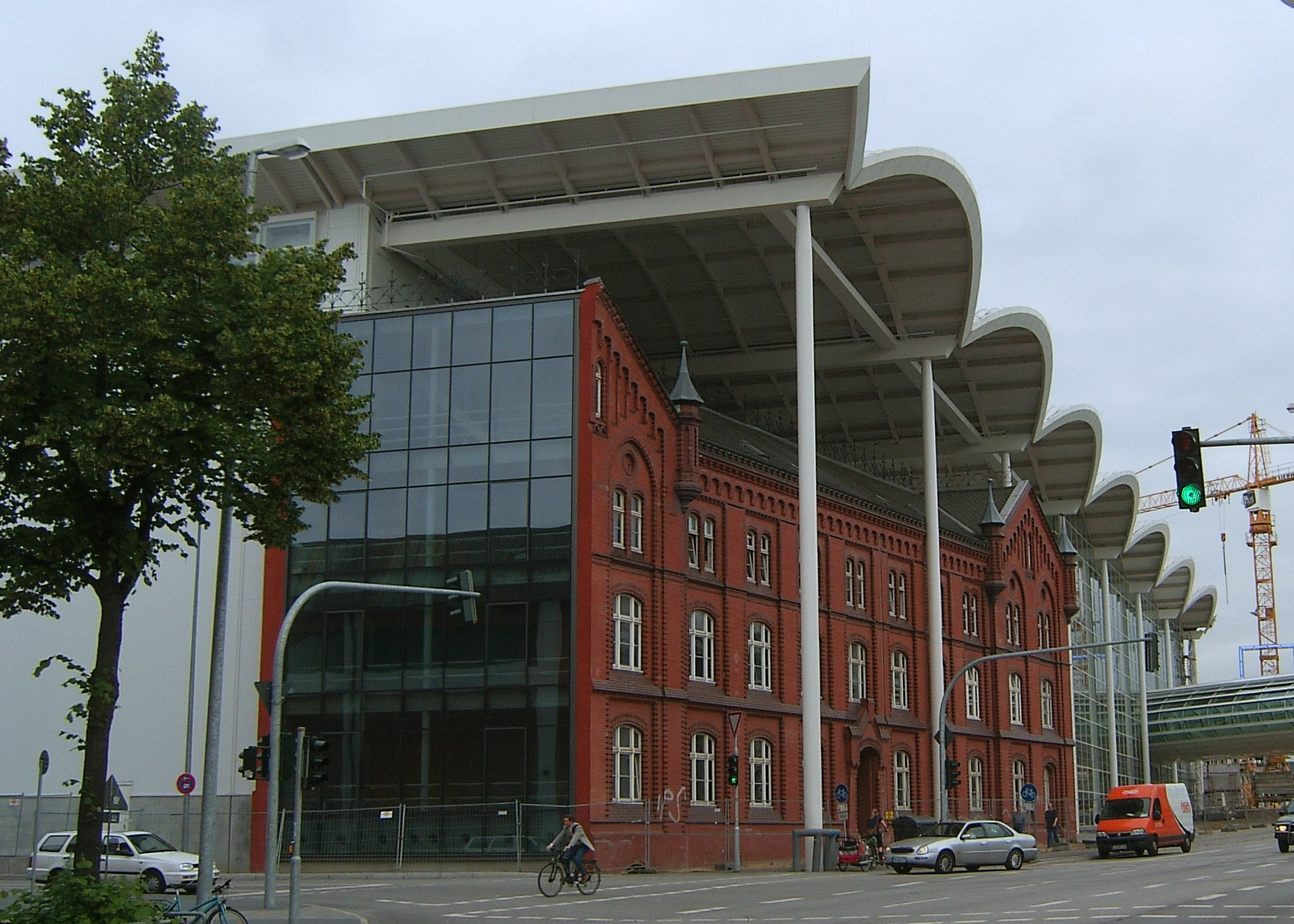
Teils in den Neubau integriertes Fragment des Kraftwerkes Karoline

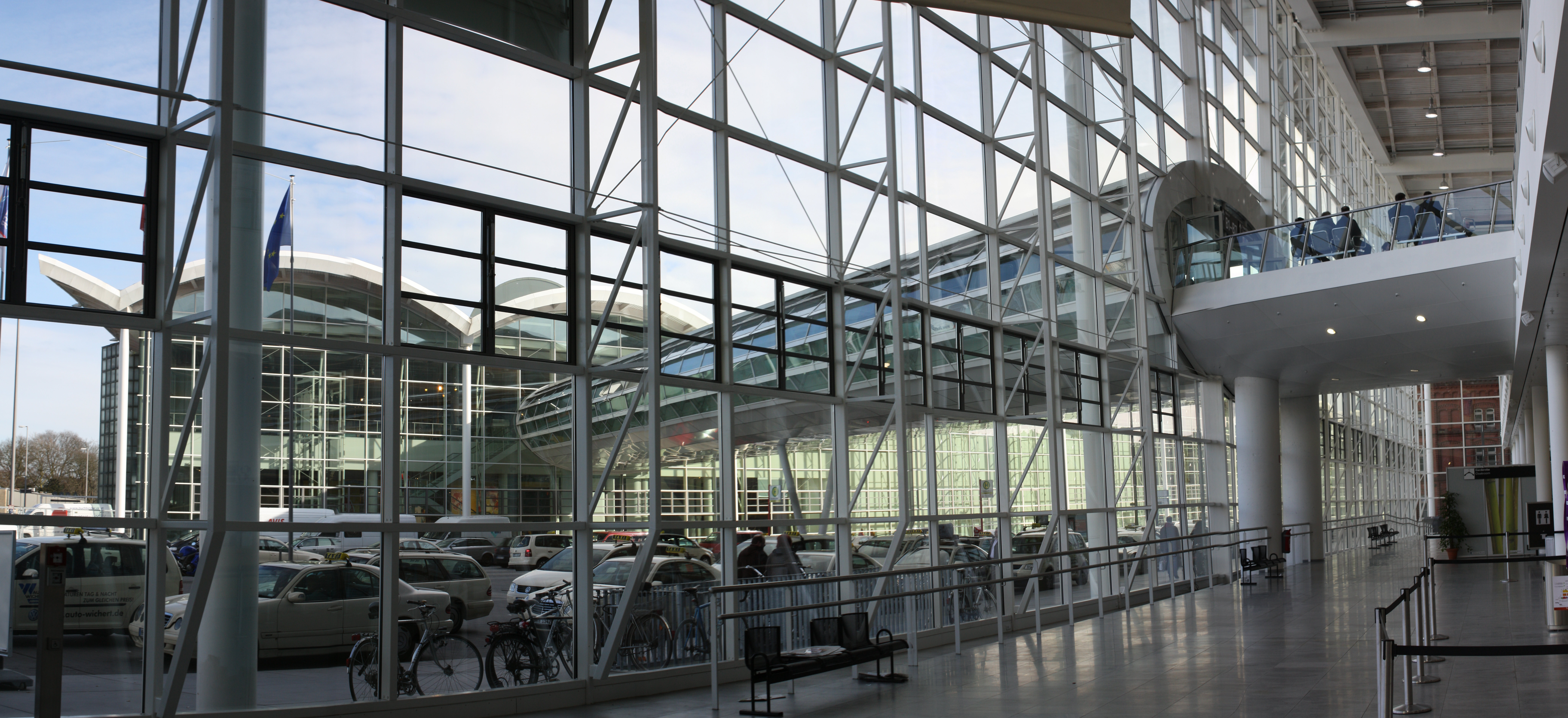
Eine Fußgängerbrücke verbindet zwei Hallen

Die Hamburg Messe und Congress verfügt über rund 87.000 Quadratmeter Ausstellungsfläche in elf Hallen. Auf dem Gelände finden jährlich etwa 40 Eigen- und Gastveranstaltungen mit etwa 15.000 Ausstellern und rund 700.000 Besuchern statt.
Veranstaltet werden internationale Fachmessen, Verbrauchermessen sowie Verkaufsveranstaltungen und Firmentagungen. Bei etwa 15 Veranstaltungen ist die Hamburg Messe und Congress selbst für die Organisation verantwortlich, bei anderen ist sie Mitveranstalter oder unterstützt Gastveranstalter.
Die Messegesellschaft ist Mitglied der Gemeinschaft Deutscher Großmessen e. V. und belegte 2018 gemessen am Umsatz Platz 9 in Deutschland.

## Messegelände
2004 wurde das Messegelände von ehemals 65.000 m² zzgl. 8.500 m² Freigelände auf insgesamt rund 87.000 m² zzgl. 10.000 m² Freigelände (jeweils Bruttozahlen) erweitert. Das Bauprojekt unter dem Titel „Neue Messe Hamburg“ mit einem Finanzvolumen von 370 Mio. Euro wurde im September 2008 nach den Plänen des Architekten Christoph Ingenhoven abgeschlossen.
Um für die neuen Hallen Platz zu schaffen, wurden die alten Hallen 1–8 abgerissen. Die bereits bestehenden Hallen 9–12 wurden umbenannt. Das neue Messegelände liegt – mit einer Fußgängerbrücke mit dem B-Gelände verbunden – westlich der Karolinenstraße, direkt neben dem Hamburger Fernsehturm.
Die östliche Einmündung der Lagerstraße zur Karolinenstraße musste für den Bau des neuen Messegeländes im Jahr 2004/2005 nach Süden verschwenkt werden. 2006 wurde das neue Parkhaus der Hamburg Messe mit einer Kapazität von rund 900 Stellplätzen in Betrieb genommen, das ebenfalls im neugebauten Nordwestteil steht.
Sowohl die Messehallen als auch das CCH grenzen an den Park Planten un Blomen an und sind durch einen überdachten Weg miteinander verbunden.

### Messeerweiterung
Mit der Messeerweiterung wurde ein Großteil davon erneuert und erweitert. Erhalten blieben die Eingangshallen Süd an der Haltestelle Messehallen und Ost mit dem Messehochhaus am Messegang sowie die einstigen Hallen 9, 10, 11 und 12. Die restlichen, teils zweigeschossigen Hallen wurden abgerissen.
Sinngemäß wurde der Zugang zwischen Halle 9 und 7 durch den Eingang Mitte auf dem neuen Gelände ersetzt.
Die Beschilderung innerhalb des Messegeländes änderte sich schrittweise während des Umbaus. Besaß die Halle A1 bei ihrer Eröffnung zur Internorga 2006 bereits die neuen Wegweiser in schwarz und weiß, war zum selben Zeitpunkt auf dem alten Messegelände noch in sämtlichen Hallen die alte Ausschilderung (roter Hintergrund, Inhalt der Schilder umfasst von einem dünnen weißen Rahmen, weiße Aufschriften in Fettdruck) anzutreffen.
Schließlich wurde die Fassade der Halle 9/B1 zur Karolinenstraße/Messeplatz noch dem neuen Aussehen der anderen Hallen angepasst, wobei die massive Wand durch eine gläserne Fassade mit Rolltreppen und der endgültigen Verbindung zur Fußgängerbrücke ersetzt wurde.
Im Rahmen dieser Bauarbeiten verschwand auch ein dreieckiger Metallturm, der an der Ecke Karolinenstraße/Messeplatz und St. Petersburger Straße stand, an dem mittels Metalltafeln immer die nächsten Messen angezeigt wurden.

### Veranstaltungen
Zu den regelmäßigen Fachmessen und Verbraucherausstellungen, die auf dem Gelände der Hamburg Messe veranstaltet werden, gehören unter anderem:
- Aircraft Interiors Expo – Internationale Fachmesse für Flugzeuginnenausstattungen (veranstaltet von Reed Exhibitions in Kooperation mit der Hamburg Messe und Congress)
- HansePferd Hamburg – Messe für den Pferdesport
- Internorga – Internationale Fachmesse für Hotellerie, Gastronomie, Gemeinschaftsverpflegung, Bäckereien und Konditoreien
- SMM – The leading international maritime trade fair
  - MS&D – International conference on maritime security and defence – Internationale Fachkonferenz für maritime Sicherheit und Verteidigung, im Rahmen der SMM
- WindEnergy Hamburg – The global on- & offshore expo (in Kooperation mit Messe Husum & Congress)

Neben internationalen Messen und Ausstellungen finden auf dem Gelände der Hamburg Messe unter anderem Hauptversammlungen, Roadshows oder Firmenpräsentationen statt. Darüber hinaus organisiert die Hamburg Messe und Congress GmbH als Veranstaltungsbeauftragter der Stadt Hamburg den Hafengeburtstag.

### Weitere Nutzung
2015 und 2022 wurden diverse Hallen der Hamburg Messe zur Notunterbringung von Geflüchteten mit bis zu 2000 Plätzen genutzt. 2020–21 wurde in der Hamburg Messe Deutschlands größtes Corona-Impfzentrum betrieben.

## Congress Center Hamburg (CCH)
Bis Ende 2016 hat die Hamburg Messe und Congress GmbH das CCH betrieben. Im CCH wurden bis Ende 2016 durchschnittlich pro Jahr etwa 250 Events mit ca. 300.000 Teilnehmern, darunter nationale und internationale Kongresse, Konzerte oder Jahreshauptversammlungen, veranstaltet. Von 2017 an wurde das CCH von der Eigentümerin CCH Immobilien GmbH & Co. KG saniert, wofür Kosten von 194 Millionen Euro veranschlagt wurden. Im Vorfeld stellte sich heraus, dass das Kongresszentrum mit Schadstoffen belastet ist, die im Zuge der Sanierung beseitigt wurden. Am 11. Oktober 2021 fand mit dem ITS World Congress die erste Veranstaltung im neuen CCH statt. Offiziell wiedereröffnet wurde das CCH am 29. April 2022.